# Bulbophyllum guttifilum
Bulbophyllum guttifilum là một loài phong lan thuộc chi Bulbophyllum.